# Кејси (Илиноис)
Кејси (енгл. Casey) град је у америчкој савезној држави Илиноис. По попису становништва из 2010. у њему је живело 2.769 становника.

## Демографија
Према попису становништва из 2010. у граду је живело 2.769 становника, што је 173 (5,9%) становника мање него 2000. године.
| Група             | 2000.         | 2010.         |
| Белци             | 2.896 (98,4%) | 2.683 (96,9%) |
| Афроамериканци    | 13 (0,4%)     | 12 (0,4%)     |
| Азијати           | 0 (0,0%)      | 9 (0,3%)      |
| Хиспаноамериканци | 7 (0,2%)      | 50 (1,8%)     |
| Укупно            | 2.942         | 2.769         |